# Диддл
Диддл (нем. Diddl) — вымышленный антропоморфный тушканчик, объект сувенирной индустрии и персонаж комиксов. Создан в 1990 году немецким художником Томасом Голетцем, на протяжении 25 лет права на персонажа принадлежали немецкой компании Depesche Vertrieb, с 2016 года новые товары выпускаются компанией United Labels.
Первые наброски персонажа созданы Томасом Голетцем 24 августа 1990 года. Изначально персонаж, ещё не имевший имени, задумывался как кенгуру, но после первых попыток художник решил выбрать животное меньших размеров, которое можно было бы легко поместить «в кофейную чашку или кусок сыра». В результате кенгуру был переделан в тушканчика. От начальной концепции персонаж сохранил комбинезон, ставший неотъемлемой частью его фирменного облика. Выбирая имя, по собственным словам, Голетц искал нечто «милое, живое и немного ироничное». После того как этап работы над концептом был окончен, художник подготовил первые 13 открыток с Диддлом и начал искать издательство, которое было бы готово их опубликовать. Такой фирмой оказалась Depesche Vertrieb GmbH (Гестхахт). Для первой серии открыток, поступившей в продажу в сувенирных магазинах, было создано 48 сюжетов.
Новый персонаж завоевал высокую популярность в Германии и ряде других стран Европы. Основной целевой группой для товаров с его изображением стали девочки в возрасте от 5 до 10 лет, составлявшие 80 % от общего числа их потребителей. Уже открытками из первого набора украшали стены детских садов и начальных школ, они пользовались большим спросом у коллекционеров, и в 1992 году Depesche, уступив многочисленным просьбам поклонников Диддла, начала выпуск плюшевой игрушки, изображающей персонажа. Со временем франшиза была расширена, в число персонажей вошли подружка Диддла Диддлина, его дядюшка Диддлдаддл Блубберпенг, ворон Аккатурбо и сеттер Бибомбль.
В 1994 году начался выпуск коллекционных блоков с изображениями Диддла. В 1999 году популярность персонажа достигла пика. Более 80 тысяч поклонников посетили посвящённую Диддлу выставку в историческом музее Гестхахта. В этом же году вышел компакт-диск с 13 песнями-хитами франшизы, в 2002 году получивший статус «золотого». В 2003 году почта Швейцарии первой выпустила марки с изображением этого персонажа. В общей сложности в рамках франшизы было выпущено около тысячи наименований товаров, продававшихся в 48 странах и в 2003 году принесших Depesche Vertrieb 150 миллионов евро. К концу 2010-х годов около 450 разных товаров с изображениями персонажей франшизы распространялись в 26 странах и на 16 языках. Популярность Диддла поддерживал ежемесячный журнал Diddls Käseblatt, выходивший тиражом 175 тысяч экземпляров на немецком и 165 тысяч экземпляров на нидерландском и французском языках.
В дальнейшем, однако, объёмы продаж товаров франшизы начали падать, и в 2014 году Depesche Vertrieb GmbH объявила, что возвращает права на Диддла его автору. С конца 2016 года плюшевые игрушки, изображающие Диддла, выпускает компания United Labels под маркой Diddl Forever.